# Yazıhan (district)
Yazıhan is een Turks district in de provincie Malatya en telt 15.993 inwoners (2007). Het district heeft een oppervlakte van 504,8 km². Hoofdplaats is Yazıhan.
De bevolkingsontwikkeling van het district is weergegeven in onderstaande tabel.
| 1997   | 2000   | 2007   |
| ------ | ------ | ------ |
| 18.980 | 19.295 | 15.993 |